# Hrabstwo Minnehaha
Hrabstwo Minnehaha (ang. Minnehaha County) – hrabstwo w stanie Dakota Południowa w Stanach Zjednoczonych. Obszar całkowity hrabstwa obejmuje powierzchnię 813,69 mil² (2107,45 km²). Według szacunków United States Census Bureau w roku 2009 miało 183 048 mieszkańców.
Hrabstwo powstało w 1862 roku. Na jego terenie znajdują się następujące gminy (townships): Benton, Burk, Edison, Grand Meadow, Highland, Humboldt, Lyons, Mapleton, Palisade, Red Rock, Split Rock, Sverdrup, Taopi, Wall Lake, Wayne, Wellington.

## Miejscowości
- Baltic
- Brandon
- Colton
- Crooks
- Dell Rapids
- Garretson
- Hartford
- Humboldt
- Sherman
- Sioux Falls
- Valley Springs

## CDP
- Anderson
- Meadow View Addition
- Pine Lakes Addition
- Renner Corner